# Lathyromyza
Lathyromyza is een muggengeslacht uit de familie van de galmuggen (Cecidomyiidae).

## Soorten
- L. florum Rübsaamen, 1916
- L. schlechtendali - lathyrusbladgalmug (Kieffer, 1886)